# Otávio Lourenço Gambra
Otávio Lourenço Gambra (São Paulo, 1958), que ficou conhecido como Rambo, é um ex-policial brasileiro da Polícia Militar do Estado de São Paulo, condenado pela morte do mecânico Mário José Josino em 7 de março de 1997 e por outras duas tentativas de assassinato na Favela Naval, em Diadema, periferia de São Paulo, o crime foi filmado por um cinegrafista amador, e depois exibida em uma reportagem do Jornal Nacional em 31 de março do mesmo ano, que ficou conhecido como o Caso Favela Naval.

## História
O policial Otávio Lourenço Gambra foi o principal personagem de um episódio emblemático da história da Polícia Militar do Estado de São Paulo. Esse episódio, ficou conhecido como Caso Favela Naval. Ele e mais nove PMs que patrulhavam a Favela Naval, em Diadema (SP), foram flagrados por um cinegrafista amador que filmou a truculência dos policiais militares torturando, humilhando e extorquindo os moradores da favela, durante uma blitz policial na madrugada dos dias 3, 5 e 7 de março de 1997.
O policial Otávio Gambra apareceu no vídeo batendo com um cassetete sobre as costas do assistente de departamento pessoal Jefferson Sanches Caputi. Em uma das cenas em outra noite, o policial Otávio Gambra deu dois tiros de maneira displicente em um carro acertando com um tiro na nuca o mecânico Mário José Josino que estava sentado no banco de trás do carro, ele foi levado para um hospital público de Diadema, onde morreu horas depois.
A denúncia na época foi feita pelo jornalista Marcelo Rezende, em uma reportagem em horário nobre do Jornal Nacional, exibida em 31 de março de 1997.
O caso foi assunto durante semanas em noticiários e jornais do Brasil e em vários países do mundo, causando revolta e indignação em todo o país e colocou em debate a questão dos direitos humanos e da impunidade no país.

## No banco dos réus
Em maio de 1999, desembargadores do Tribunal de Justiça anularam o júri que condenou o policial Otávio Gambra a 65 anos de prisão e determinaram novo julgamento, que aconteceu no ano seguinte e determinou uma sentença de 47 anos de prisão. No ano de 2001, o Tribunal de Justiça acatou recurso da defesa e diminuiu a pena de Gambra para 15 anos de reclusão.